# Joint Commission
The Joint Commission (sigla TJC), conocida anteriormente como Commission on Accreditation of Healthcare Organizations (JCAHO), también conocida como Joint Commission International (JCI), es un organismo de acreditación de hospitales e instalaciones de atención médica con sede en los Estados Unidos. Es una institución sin ánimo de lucro que ha acreditado a más de 22 000 organizaciones y programas de atención médica en los Estados Unidos, donde la mayoría de los gobiernos estatales requieren la acreditación de la organización para obtener licencias y reembolsos de Medicaid. The Joint Commission tiene sede a las afueras de Chicago, en la conurbación de Oakbrook Terrace, estado de Illinois.

## Auditorías
Las auditorías e inspecciones relacionadas con la acreditación normalmente siguen un ciclo de tres años y las conclusiones se ponen a disposición mediante la publicación del informe de calidad de la acreditación en el sitio web de control de calidad (quality check).